# Autoserica opalescens
Autoserica opalescens är en skalbaggsart som beskrevs av Moser 1915. Autoserica opalescens ingår i släktet Autoserica och familjen Melolonthidae. Inga underarter finns listade.